# Wechselblättriger Hartriegel
Der Wechselblättrige Hartriegel (Cornus alternifolia) ist ein kleiner Baum oder Strauch aus der Gattung der Hartriegel (Cornus). Die Art wächst im östlichen Nordamerika an Waldrändern, lichten Stellen im Wald und an Flussläufen. Wegen seiner etagenförmig angeordneten Zweige wird er auch Pagoden-Hartriegel genannt, allerdings wird mit diesem Namen häufiger die ähnliche Art Cornus controversa bezeichnet. Gelegentlich wird er in Mitteleuropa als Ziergehölz gepflanzt.

## Beschreibung
Der Wechselblättrige Hartriegel erreicht eine Höhe von etwa 8 m und wächst oft einstämmig als kleiner Baum, seltener vielstämmig als Strauch. Die Krone ist unregelmäßig geformt, die Seitenzweige stehen oft waagrecht in Etagen.
Die Blätter sind 4 bis 12 cm lang, oberseits grün und unterseits heller gefärbt. Sie sind eiförmig, ganzrandig und mit einer lang ausgezogenen Spitze versehen. An Langtrieben stehen sie wechselständig, an Kurztrieben können sich die Blättern so weit nähern, dass sie gegenständig oder fast wirtelig stehen. Da alle anderen Hartriegel gegenständige Blätter besitzen, war die Blattstellung für diese Art namensgebend. Die Blattadern sind zur Blattspitze hin gebogen. Im Herbst färben sich die Blätter gelb bis karminrot, bevor sie abfallen.
Die Zweige sind etwas rötlich gefärbt und besitzen ein charakteristisches Verzweigungsmuster: Ein Zweig endet in einem Kurztrieb, unterhalb dessen wieder ein Langtrieb entspringt. An dickeren Trieben und am Stamm entsteht eine etwas rissige, grau-braune Borke.
Die Blüten erscheinen im Frühsommer und stehen in flachen Dolden zusammen. Sie sind weiß, bestehen aus vier Kronblättern und duften leicht. Die entstehenden Früchte sind erbsengroße Steinfrüchte, die sich bei Reife schwarz oder blau-schwarz färben. Sie werden von Vögeln gefressen, die so den Samen ausbreiten.
Die Chromosomenzahl beträgt 2n = 20.

## Verbreitung

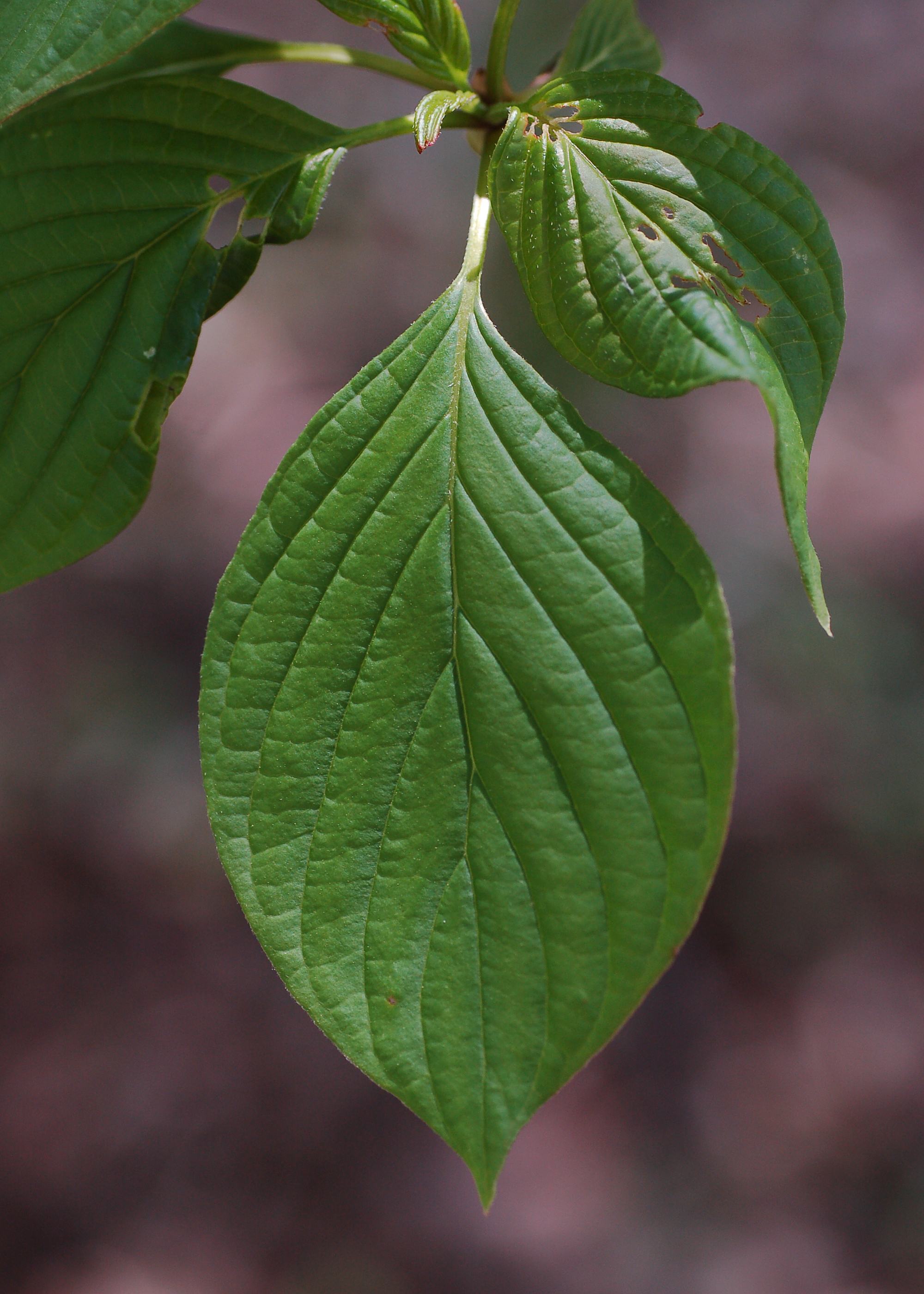
Blatt

Die Art stammt aus dem östlichen Nordamerika, vom äußersten Südosten Kanadas bis nach Florida, wobei sie in den nördlichen Appalachen und rund um die Großen Seen am häufigsten auftritt. Der Wechselblättrige Hartriegel wächst in seinem Verbreitungsgebiet auf tiefgründigen, gut drainierten Böden mit guter Wasserversorgung. Da er Schatten erträgt, kann er in einigen Waldgesellschaften zur dominierenden Art in der Strauchschicht werden.

## Verwendung
Gelegentlich wird der Wechselblättrige Hartriegel in Europa als Ziergehölz kultiviert, allerdings nicht so häufig wie der ähnliche Pagoden-Hartriegel. Es existiert eine panaschierte Sorte namens 'Argentea'.